# شوهر در تعطیلات

لی‌لی کاراتی در صحنه‌ای از فیلم

شوهر در تعطیلات (ایتالیایی: Il marito in vacanza) یک فیلم کمدی سکسی سبک ایتالیایی به کارگردانی مائوریتسیو لوچیدی است که در سال ۱۹۸۱ منتشر شد.

## گزیدهٔ بازیگران
- رنتسو مونتانیانی
- لی‌لی کاراتی
- بومبولو
- انتسو کاناواله
- چینتسیا د پونتی